# Moacir Rodrigues Santos
Moacir Rodrigues Santos, född 21 mars 1970 i São Paulo, död 20 juli 2024 i Belo Horizonte, Minas Gerais, var en brasiliansk fotbollsspelare.
Moacir spelade 6 landskamper för det brasilianska landslaget.